# Eduard Brummer
Eduard Brummer (6. Dezember 1850 in München – 10. November 1888 ebenda) war ein deutscher Theaterschauspieler, Operettensänger (Bariton) und Komiker.

## Leben
Seine Neigung und Begabung fürs Theater machten sich schon frühzeitig bemerkbar, und er überwand mutig alle Hindernisse, die sich ihm, namentlich im Anfang seiner Laufbahn entgegenstellten, immer sein Ziel vor Augen, welches er schließlich, wenn auch auf dornenvoller Bahn erreichte. Er begann auf kleinen bayerischen Provinzbühnen, dann kam er nach Ischl, Meran, Salzburg und Triest, wo er überall als Spaßmacher beliebt war, es jedoch zu keiner künstlerischen Stellung bringen konnte. Brummer wurde auch an die Komische Oper in Wien engagiert, doch führte ihn die Sehnsucht bald nach seiner Vaterstadt zurück, wo er am Thalia-Theater unterkam. Er blieb nicht lange daselbst. 1876 wurde er Mitglied des Stadttheaters in Brünn und 1877 an das Friedrich Wilhelmstädtische Theater in Berlin verpflichtet, wo sein Stern zu leuchten begann und er endlich 1878 einen Ruf an das Gärtnerplatz-Theater in München erhielt. 10 Jahre lang wirke er in dieser in jeder Beziehung bevorzugten Stellung, bis er am 10. November 1888 im Alter von 37 Jahren ganz plötzlich an Herzschlag, und zwar in seiner Garderobe, unmittelbar nach der Premiere der komischen Oper „Ali Baba“, in welcher er kurz vorher als „Cassim“ auf den Brettern, die für ihn in der Tat die Welt bedeuteten, einen großen Erfolg gehabt hatte, verschied.
Unter dem Ritternamen „Bamsti der Großaugur“ war er Mitglied der Vereinigung Schlaraffia in München im Reych Monachia.

## Grabstätte

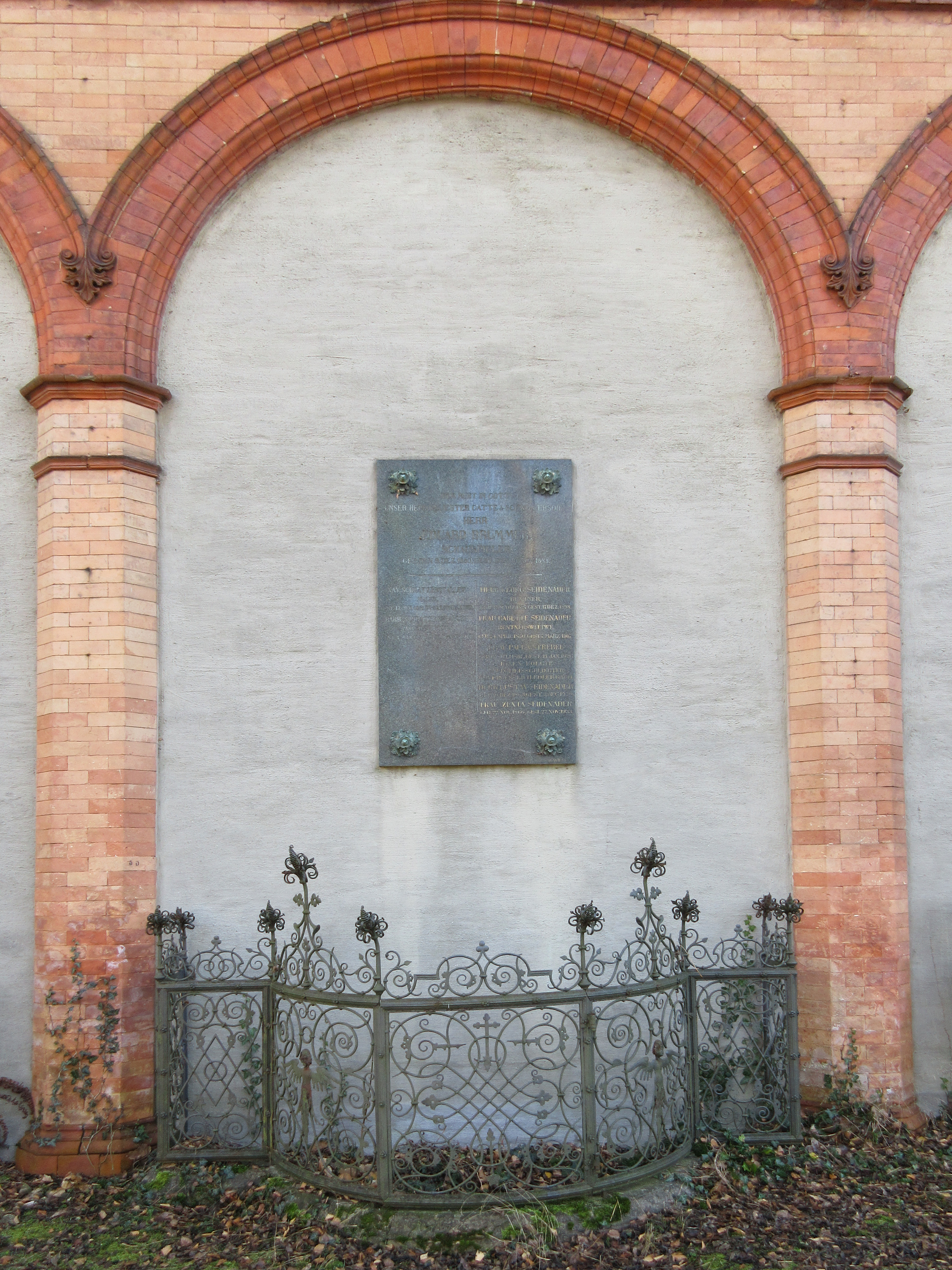
Grab von Brummer Eduard auf dem Alten Südlichen Friedhof in München

Die Grabstätte von Brummer Eduard befindet sich auf dem Alten Südlichen Friedhof in München (Neu Arkaden Platz 60 bei Gräberfeld 39) Standort.